# Louis Jacob
Louis Jacob, francoski admiral, * 11. november 1768, † 14. marec 1854.